# 皮爾默倫德

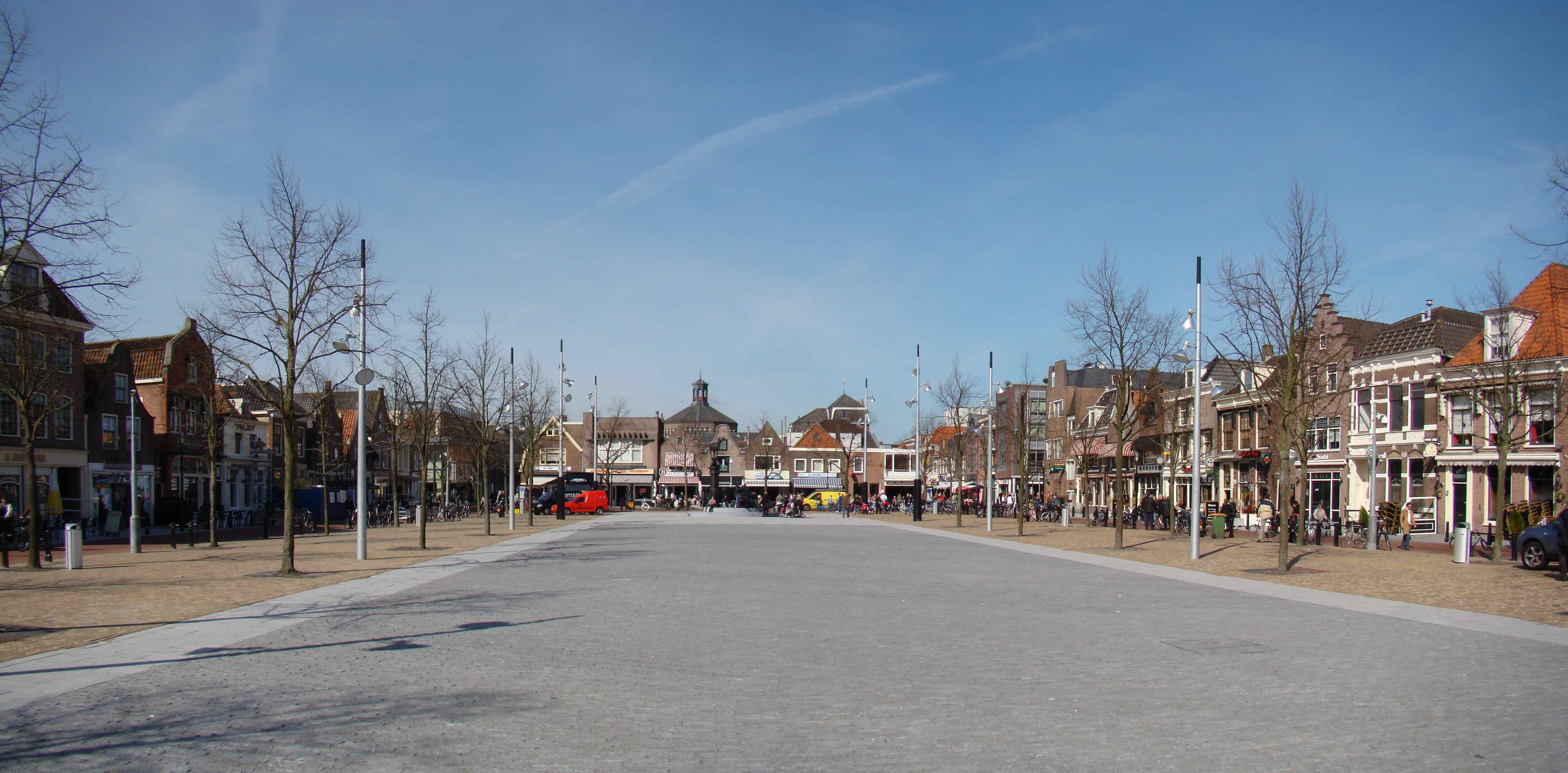

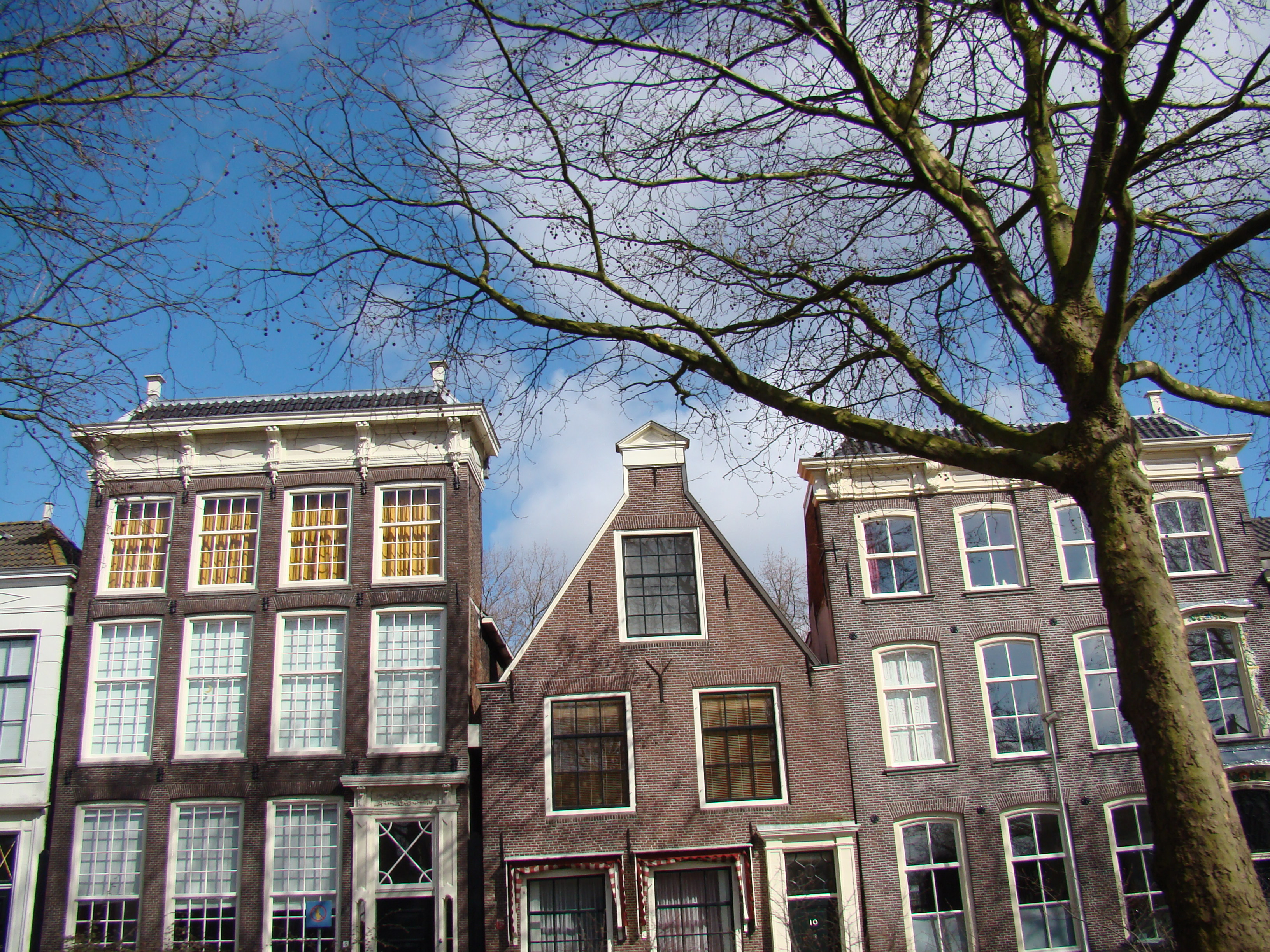

皮爾默倫德（荷蘭語：Purmerend）是荷蘭的城市，位於該國首都阿姆斯特丹以北，由北荷蘭省負責管轄，面積24.52平方公里，2012年人口79,206，人口密度為每平方公里3,230人。